# Saxvalltjärnen
Saxvalltjärnen är en sjö i Åre kommun i Jämtland och ingår i Indalsälvens huvudavrinningsområde. Sjön har en area på 0,183 kvadratkilometer och ligger 597,4 meter över havet. Sjön avvattnas av vattendraget Sausjöån.

## Delavrinningsområde
Saxvalltjärnen ingår i det delavrinningsområde (706242-132974) som SMHI kallar för Utloppet av Saxvalltjärnen. Medelhöjden är 621 meter över havet och ytan är 2,22 kvadratkilometer. Det finns ett avrinningsområde uppströms, och räknas det in blir den ackumulerade arean 9,64 kvadratkilometer. Sausjöån som avvattnar avrinningsområdet har biflödesordning 3, vilket innebär att vattnet flödar genom totalt 3 vattendrag innan det når havet efter 386 kilometer. Avrinningsområdet består mestadels av sankmarker (37 procent) och kalfjäll (46 procent). Avrinningsområdet har 0,18 kvadratkilometer vattenytor vilket ger det en sjöprocent på 8 procent.